# Dom (Berg)
Der Dom in den Walliser Alpen ist mit einer Höhe von 4546 m ü. M. der höchste Berg, der mit seiner kompletten Basis innerhalb der Schweiz liegt.

## Lage und Umgebung
Der Dom gehört zur Mischabelgruppe, nach dem Monte Rosa das zweithöchste Gebirgsmassiv der Schweiz. Benannt wurde er zu Ehren des Domherrn von Sitten, Josef Anton Berchtold. Zum Teil ist auch überliefert, dass Berchtold im Zuge der Vermessungsarbeiten (1833), die er selbst vorgenommen hatte, die ganze Mischabel „Dom“ genannt habe. Ob dies allerdings zu Ehren seines eigenen Standes geschah, erscheint zweifelhaft.

## Besteigung
Zum ersten Mal bestiegen wurde der Dom am 11. September 1858 von John Llewelyn Davies, Johannes Zumtaugwald, Johann Kronig und Hieronymous Brantschen über den Nordwestgrat.
Die Normalroute führt von Randa (1407 m ü. M.) im Mattertal zunächst über Wanderwege und versicherte Steige zur Domhütte (2940 m ü. M.). Dort beginnt dann die eigentliche Hochtour. Über den Festigletscher erreicht man das Festijoch, von wo aus der ziemlich schwierige Festigrat zum Gipfel führt. Der Normalanstieg erfolgt jedoch über die technisch einfachere, objektiv aber gefährlichere (Gletscherspalten) Route über den Hohberggletscher. Beide Anstiege führen über einen schmalen, ausgesetzten Firngrat zum Gipfel.
Der Dom ist auch ein Skiberg, die erste Skibesteigung gelang bereits am 18. Juli 1917 dem Briten Sir Arnold Lunn mit dem Führer Josef Knubel.

## Höchstgelegene Blütenpflanze Europas
Ende der 1970er Jahre entdeckten die Bergführer-Brüder Pierre und Grégoire Nicollier rund hundert Meter unterhalb des Gipfels, am Südgrat des Dom, einen Zweiblütigen Steinbrech (Saxifraga biflora). Dies sorgte für Aufsehen, da es sich laut Wissenschaftern um die höchstgelegene je gefundene Blütenpflanze Europas handeln musste. Bei späteren Begehungen konnte die Pflanze jedoch nicht mehr aufgefunden werden, allerdings wurde ein neuer Rekordhalter gefunden: ein Gegenblättriger Steinbrech (Saxifraga oppositifolia), der am selben Grat – rund 40 Meter unter dem Gipfel – gedieh und blühte. Bergführer Jürg Anderegg dokumentierte diesen 2011 mit Bildern; der Botaniker Christian Körner der Universität Basel publizierte dazu im Fachmagazin Alpine Botany.
Da der Standort schwer zugänglich ist, blieb die Dokumentation jedoch dünn und der Zustand der Pflanze ungewiss. Im Rahmen eines Kunstprojekts machte sich der Schweizer Künstler Sandro Steudler im Juli 2023 gemeinsam mit Bergführer Alexander Kleinheinz und Alpin-Fotografin Caroline Fink auf die Suche nach der Pflanze. Trotz schwierigen Bedingungen und Schnee am Grat gelang es Alexander Kleinheinz, die Pflanze zu finden und eine Temperatur-Sonde unter der Pflanze zu deponieren; Caroline Fink dokumentierte den Standort fotografisch. Der Sensor wird bis 2026 die Temperatur unter dem Steinbrech aufzeichnen. Es wird angenommen, dass dieser Steinbrech am kältesten Standort der Welt wächst, an dem bislang eine Blütenpflanze gefunden wurde.

## Bilder

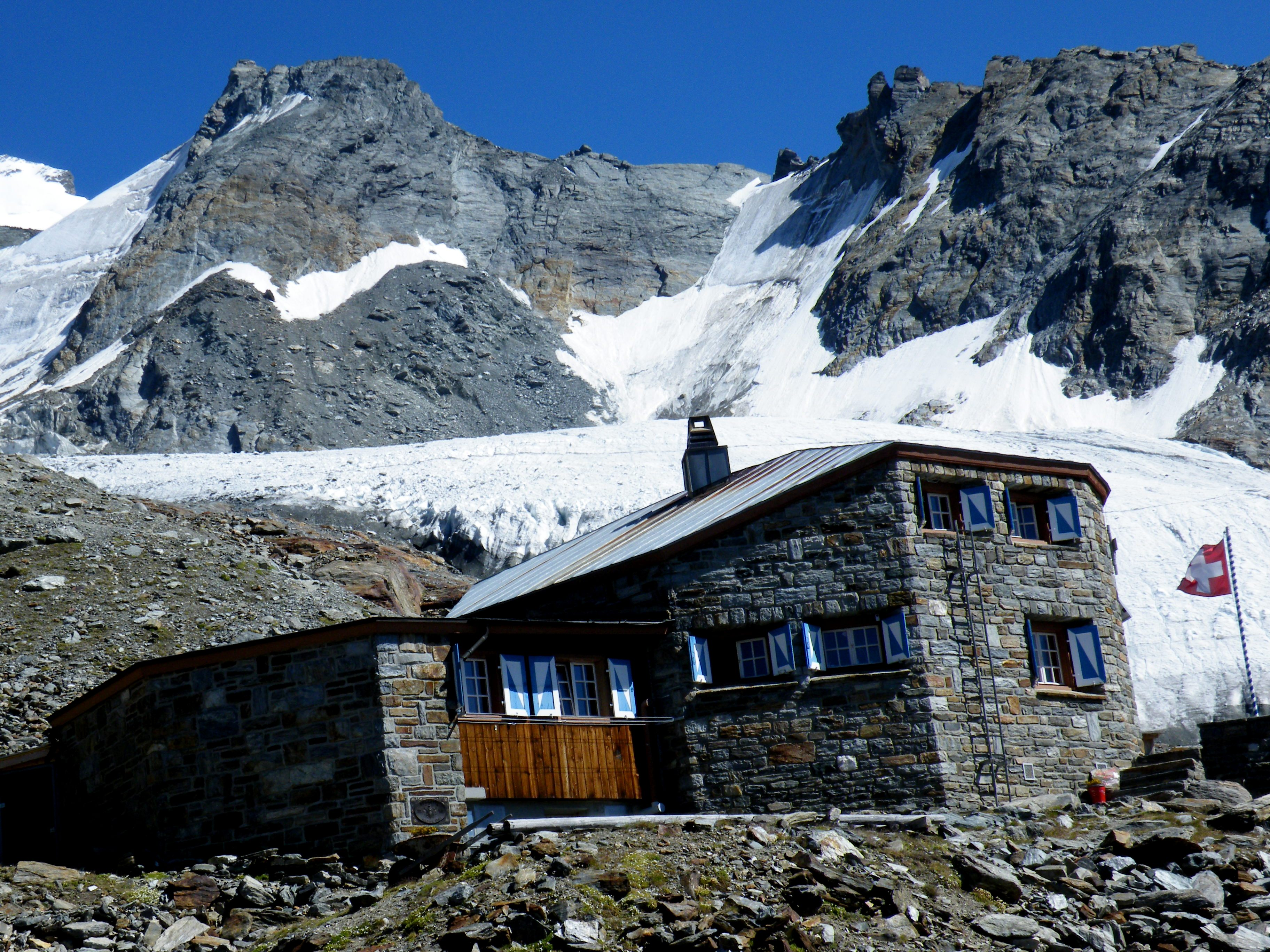
Domhütte
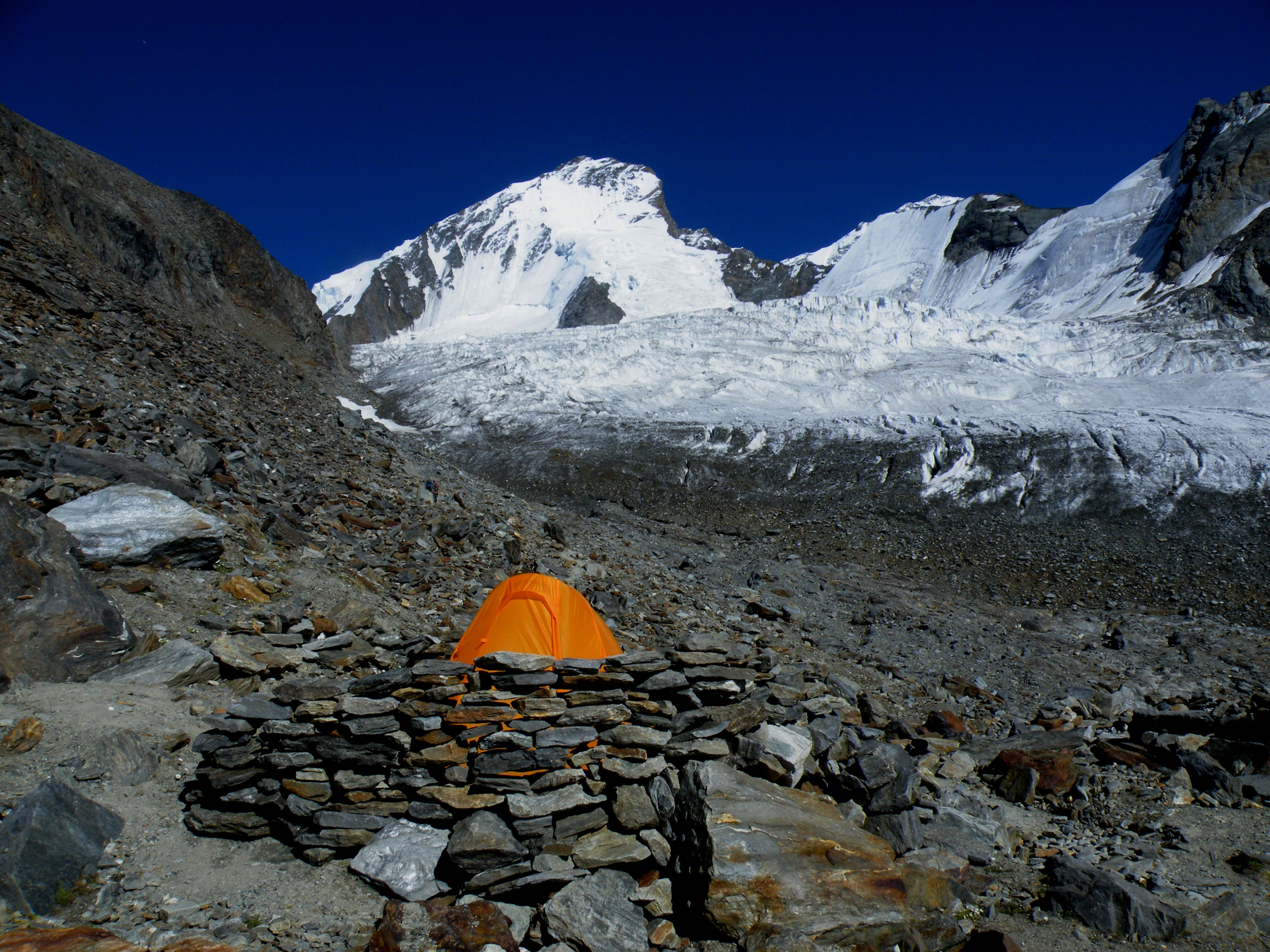
Dom von Westen aus gesehen
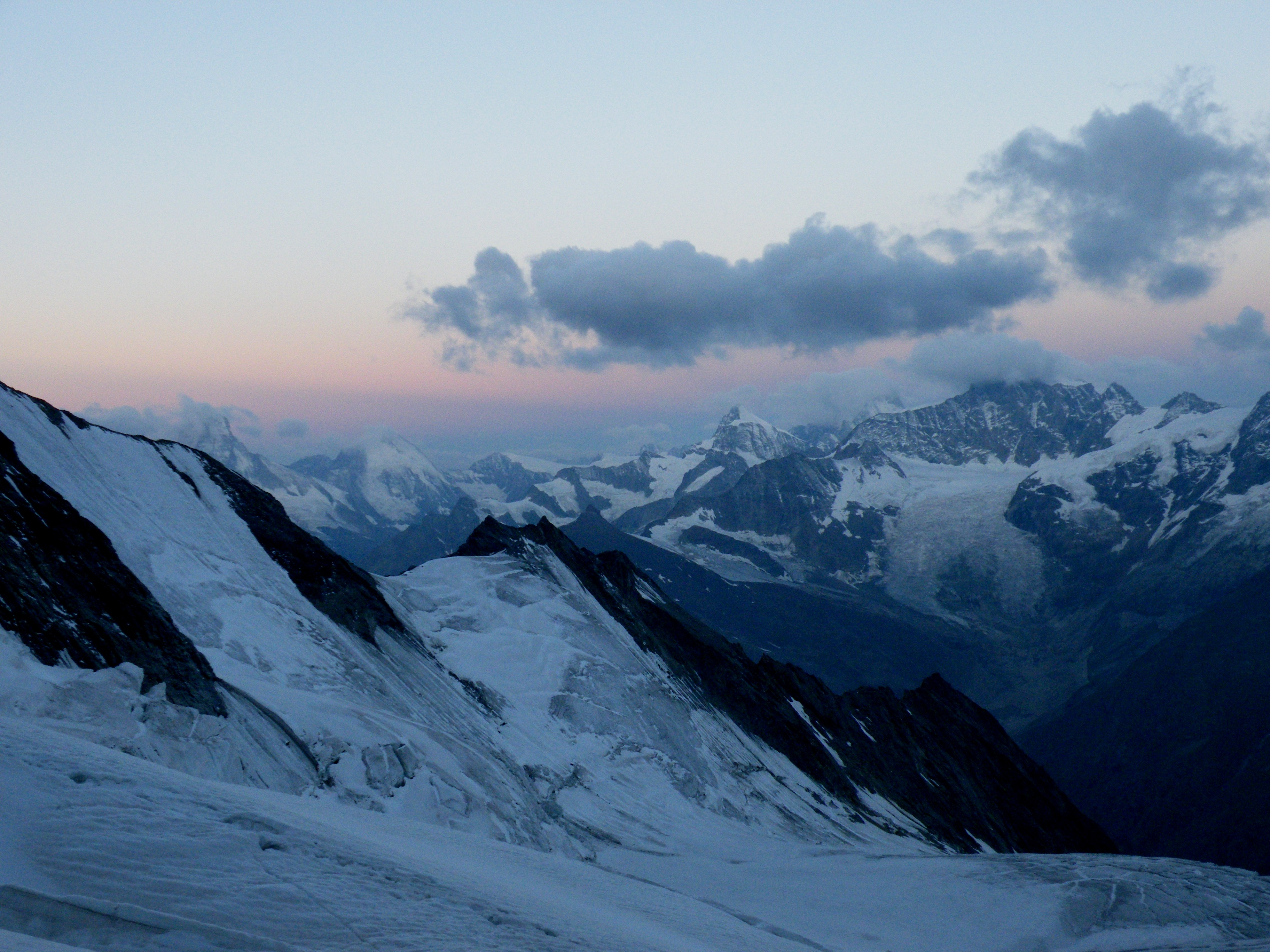
Blick vom Dom zum Matterhorn (ganz links)
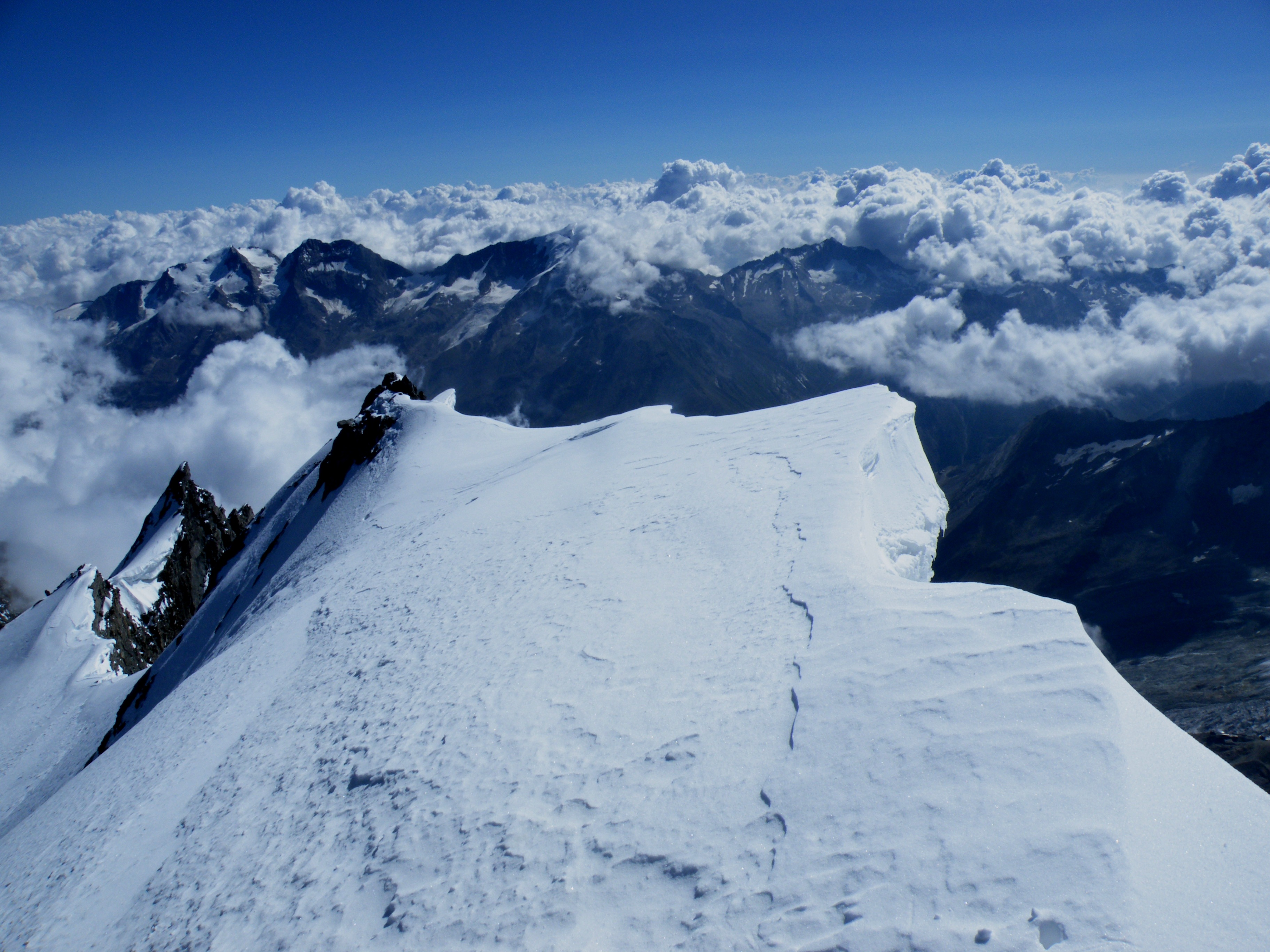
Am Gipfel
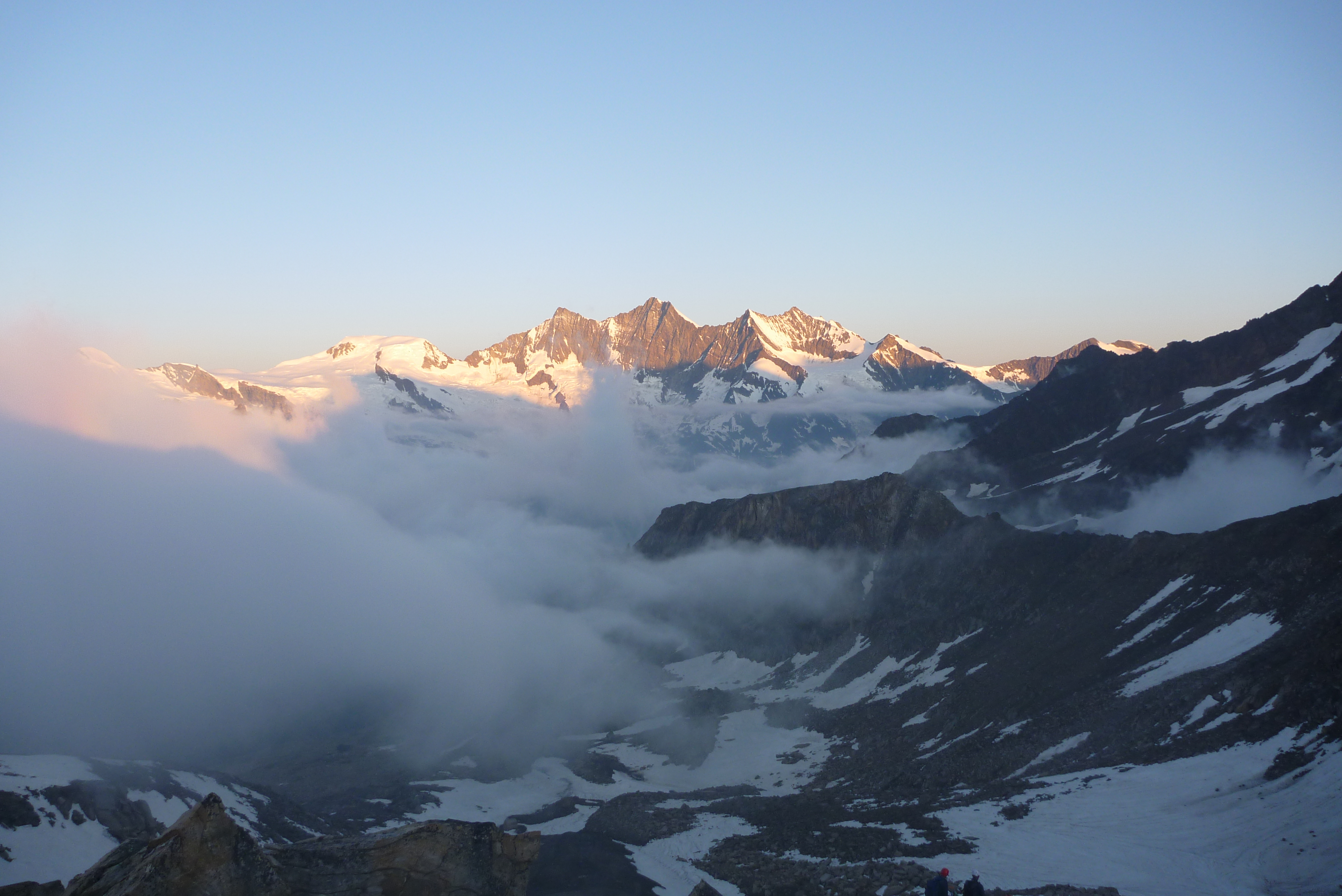
Das Dom-Massiv vom Zwischbergenpass gesehen